# Jacques Bonnefoy-Sibour
Jacques Bonnefoy-Sibour (* 18. November 1821 in Dieulefit; † 12. Dezember 1876 in Hyères) war ein französischer Politiker. Er war 1876 für einige Monate Mitglied des Senats.
Bonnefoy-Sibour war der angeheiratete Neffe des Erzbischofs von Paris. Er war Bürgermeister von Pont-Saint-Esprit und saß für den Kanton Pont-Saint-Esprit im Generalrat. 1869 trat er bei den Parlamentswahlen an, konnte jedoch kein Mandat gewinnen. Er schloss sich 1870 den Republikanern an und verlor daraufhin sein Bürgermeisteramt. Am 30. Januar 1876 wurde er für das Département Gard in den Senat gewählt. Doch schon am Ende desselben Jahres starb Bonnefoy-Sibour.